# Nocturnal Walks
"Nocturnal Walks"', "Nächtliche Spaziergänge" o "Plimbări Nocturne" ("Caminatas nocturnas") es el título de una composición para orquesta de Franz Koglmann del año 2007, encargada por la ciudad de Sibiu con motivo de su turno como Capital Europea de la Cultura.
La obra lleva por subtítulo "Gedankendämmerung nach Motiven von Joseph Haydn, mit der Originalstimme von E. M. Cioran" ("El ocaso del pensamiento, sobre temas de Haydn, con la voz original de Cioran"). 
En la composición, Koglmann emplea temas de la "Sinfonía No. 27 en Sol mayor" de Haydn, por momentos fielmente, y otras veces llevando a cabo variaciones de la armonía y del ritmo.
La orquestación es de flauta, corno inglés, clarinete, fagot, contrafagot, dos trompetas, fliscorno, trombón, tuba, dos violines, viola, violonchelo, acordeón, tambores, vibráfono y la voz de Cioran.
La composición tiene ocho partes: 
1. Cioran: "Jemand hat über mich neulich geschrieben ... Sie ist wie eine Arznei."
2. Temas de Haydn
3. Cioran: "Wir hatten eine Garten ... der Schlaf ist die Illusion oder die Wurzel der Illusion."
4. Cioran: "Die Langeweile ist ein so tiefes Gefühl ... weil man lebendig ist."
5. Más temas de Haydn
6. Cioran: "Ich habe immer wieder das Christentum angegriffen, ... Es muss doch, wie die Franzosi sagen, »élaboré« sein, d. h. durchgedacht."
7. Haydn. Cioran: "Ich konnte nicht schlafen. ... und das Schicksal des Menschen."
8. Cioran: "Man muss eingebildet sein ... oder für immer."

La obra se estrenó el 18 de mayo de 2007 con la orquesta Ensemble 20. Jahrhundert (Agrupación siglo XX) dirigida por Peter Burwik, y con el propio compositor tocando la trompeta y el fliscorno.
Por esta obra, Koglmann obtuvo el premio Ernst Krenek en el 2008.
Se hizo una grabación de esta composición junto con la sinfonía original de Haydn.

## Enlaces
- Sobre la obra en MICA
- Informationen aus Österreich, 29 de mayo de 2007
- Reseña del 16 de mayo de 2007 en el Wiener Zeitung.